# Syndrome des jambes sans repos
 Mise en garde médicale
Le syndrome des jambes sans repos (SJSR) ou maladie de Willis Ekbom (ne pas confondre avec le syndrome d'Ekbom) est une pathologie neurologique fréquente et invalidante, communément appelée « impatiences ». Elle est caractérisée par des sensations (picotements, fourmillements…) dans les membres amenant à un impérieux besoin de les bouger, essentiellement la nuit et au repos. Elle est souvent associée à un trouble des mouvements périodiques des membres (MPMS).
Les autres appellations incluent « syndrome d'impatiences des membres à l'éveil » (SIME) ; « restless legs syndrome » (RLS) (en anglais) et « syndrome de Wittmaack-Ekbom ». L'association France Ekbom utilise l'appellation « maladie de Willis-Ekbom ». Le Manuel MSD utilise l'appellation « Syndrome des mouvements périodiques des membres et des jambes sans repos ».

## Historique
La première description clinique du SJSR est attribuée au neurologue britannique Thomas Willis. D'abord publiée en latin en 1672, elle est éditée ensuite en anglais dans le London Practice of Physick en 1685. Un traitement par opiacés est déjà préconisé. Un siècle plus tard, François Boissier de Sauvages de Lacroix, médecin français de la faculté de Médecine de Montpellier publie une nosologie méthodique de 2 400 maladies. Dans cette classification, l'état des impatiences des membres inférieurs est nommé Anxietas tibiarum, « inquiétude des pieds ». D'autres descriptions probables de SJSR ont été rapportées par Huss (1849) Wittmaack (1861), Beard (1880), Gilles De La Tourette (1898), Bing (1913) et Oppenheim (1923),.
Le SJSR a longtemps porté l'éponyme de syndrome d'Ekbom parce que le neurologue suédois Karl Axel Ekbom en a marqué l'histoire moderne avec une description précise du trouble dans ses publications de 1944 à 1966,.

## Épidémiologie
La prévalence est estimée entre 3,9 % et 14,3 % de la population mondiale. Les prévalences les plus élevées sont rapportées en Argentine (20,1 %) et les plus basses en Tanzanie (0,5 %). Environ 5-10 % des populations d'origine européenne sont touchées, et 2-3 % présentent des formes modérées à sévères. Le SJSR est rare dans les populations d'origine africaine et asiatique.
En France, la prévalence de la maladie est de 8,5 %, dont la moitié en souffre au moins une fois par semaine, et 1,6 % des Français en souffrent toutes les nuits. L'âge de début des symptômes se situe entre 27 et 35 ans. La prévalence augmente progressivement jusqu'à l'age de 65 ans, puis se stabilise. Les femmes (10,8 %) sont plus touchées que les hommes (5,8 %).
Chez la femme, le syndrome des jambes sans repos survient plus souvent durant les grossesses et après la ménopause, pour une raison inconnue. On parle alors de syndrome des jambes sans repos secondaire par opposition à la forme primaire qui, elle, n'est pas due à une cause extérieure. Un premier épisode durant une grossesse augmente le risque de pérennisation du trouble et celle de récidive lors des grossesses ultérieures.

## Causes
À l'heure actuelle, les causes du SJSR restent encore méconnues. Toutefois, une carence en fer dans le cerveau, un dysfonctionnement du système dopaminergique, ainsi qu'une prédisposition génétique seraient impliqués.

### Carence en fer
La fréquence élevée de SJSR chez les sujets qui présentent une anémie ferriprive (carence en fer), et chez les donneurs de sang, l’amélioration partielle voire complète des symptômes après supplémentation en fer, font suspecter un lien entre le fer et le SJSR. Des études d'imagerie des tissus du cerveau et du liquide cérébrospinal ont confirmé ce lien,,,,. Une équipe française a retrouvé chez des patients atteints de SJSR une importante augmentation de l'hepcidine, principal régulateur de l’absorption du fer,.

### Dysfonctionnement de la dopamine
L’efficacité de la L-Dopa sur les symptômes rapportés par un médecin turc en 1982 a fait fortement suspecter un dérèglement du système dopaminergique. On a longtemps pensé que les patients manquaient de dopamine dans le cerveau ; toutefois, les métabolites de la dopamine dans le liquide cérébrospinal prélevé le soir à 22 h n'étaient pas différents entre patients et témoins. Mais dans les prélèvements matinaux de 10h, les taux étaient en revanche beaucoup plus élevés, traduisant une hyperactivité de la dopamine pendant la journée. On admet actuellement une probable exagération de l'oscillation physiologique de l'activité dopaminergique entre le jour et la nuit.

### Prédispositions génétiques
Une prédisposition génétique a été suspectée devant la haute fréquence des cas familiaux. En effet, plus de la moitié des cas ont un membre de la famille touché par le SJSR. Le risque d’être soi-même atteint est 6 fois plus élevé lorsqu'un membre de la famille est atteint. Ceci suggère une forte implication génétique. En effet, une étude canadienne portant sur un nombre important de jumeaux a permis de mettre en évidence une concordance de 53,7 % entre jumeaux, l'héritabilité étant calculée pour sa part à 69 %.
Très tôt, le SJSR a bénéficié des études d'association pangénomique. Dès 2007, fruit de la collaboration de nombreux centres de sommeil européens, quatre premiers variants ont été identifiés comme prédisposant au SJSR dans des populations européennes. MEIS1 et BTBD9 semblaient les plus impliqués. Une autre étude sur des échantillons islandais et américain confirmait l'association entre le variant du gène BTBD9 et SJSR et les mouvements périodiques des jambes. Une récente méta-analyse regroupant des populations européennes et américaines (EU-RLS GENE, INTERVAL, et 23andMe) confirmait les précédentes découvertes, et ajoutait 13 nouveaux loci impliqués dans le SJSR. Le gène MEIS1 et BTBD9 étaient les plus associés au SJSR et aux mouvements périodiques des jambes durant le sommeil.

### Nervosité, stress
Le risque de développer le syndrome des jambes sans repos semble augmenter en présence de facteurs tels que le stress, l'anxiété, la fatigue, le tabagisme, et l'abus d'alcool ou de substances contenant de la caféine, comme le café, le thé, le chocolat, les colas et le guarana. De plus, ces facteurs semblent également contribuer à la fréquence des crises associées au syndrome.

### Autres mécanismes suspectés
- la voie de l'hypoxie
- l'adénosine
- les glutamates
- le stress oxydant
- l'axe hypothalamo-hypophysaire.

### Cas des formes de syndrome des jambes sans repos comorbide (ou secondaire)
Des fréquences élevées de SJSR ont été rapportées dans nombre de maladies et cas de figure : l’insuffisance rénale chronique au stade dialyse, au 3e trimestre de la grossesse, baisse de fer par malabsorption, hémorragie gynécologique ou digestive, chirurgie en cas de maladie hépatique, maladies inflammatoires, neurologiques et cardiovasculaires, certains médicaments antidépresseurs.
On admet actuellement un continuum entre, d'une part, des formes à début précoce, idiopathiques, avec des antécédents familiaux où la prédisposition génétique jouerait un rôle important, et d'autre part, des formes a début tardif, souvent associées à d'autres maladies et où l’environnement jouerait un rôle plus important.

## Description
Le besoin de bouger les jambes résulte de la nécessité de soulager des sensations désagréables : fourmillements, démangeaisons, picotements et courants électriques. Ces sensations, parfois violentes dans les cas extrêmes, apparaissent lorsque le sujet est au repos, en position assise ou allongée, surtout le soir et la nuit, et disparaissent lors des mouvements : se lever, marcher. Durant le sommeil, les sensations ne sont pas perçues mais les mouvements involontaires persistent à des degrés variables, souvent périodiques, intéressant les jambes et parfois les bras. Des fortes courbatures matinales peuvent alors se faire ressentir en plus de l'accumulation de fatigue, lorsque le syndrome est sévère. En effet, ces symptômes peuvent perturber le sommeil, voire être source de véritables insomnies et dégrader la qualité de vie, et il n'est pas rare que les personnes qui en souffrent éprouvent également des troubles de la concentration et de la mémoire.
Les symptômes sont généralement bénins, mais ils peuvent toutefois être gênants, voire handicapants dans les formes sévères. L'examen clinique est normal. L'évolution est imprévisible.
Comme son nom l'indique, le syndrome intéresse essentiellement les membres inférieurs, mais pas uniquement. De nombreux sujets se plaignent de douleurs semblables partout dans le corps. Dans près de 50 % des cas, les membres supérieurs sont également concernés. Des cas touchant l'abdomen ont été rapportés.
À des fins d'études, des critères diagnostiques ont été élaborés, reposant essentiellement sur la description clinique.

## Diagnostic positif
Le diagnostic du SJSR se fait à l'interrogatoire, lors d'une consultation médicale. Cinq critères essentiels sont nécessaires au diagnostic : (1) un besoin impérieux de bouger les jambes, très souvent associé à des sensations désagréables ; (2) aggravées par l'immobilité et le repos ; (3) améliorés par les mouvements ; (4) plus important le soir au repos par rapport au jour ; (5) ces signes ne sont pas mieux expliqués par un autre trouble,,. Le syndrome des jambes sans repos est fréquemment associé à des mouvements periodiques des jambes survenant au cours du sommeil.
Un enregistrement du sommeil (polysomnographie) peut être indiqué, en cas de présentation atypique, de pharamacorésistance ou de suspicion de mouvement périodique des jambes en sommeil, d'apnée du sommeil ou une autre pathologie du sommeil.

## Diagnostics différentiels
- Le syndrome des mouvements périodiques des jambes ;
- les crampes, souvent nocturnes et douloureuses, définies comme étant une contraction musculaire, absente dans le syndrome ;
- les neuropathies ;
- les paresthésies dues à la compression d'un nerf ;
- l'akathisie, manifestation ressemblant au syndrome, mais secondaire à un traitement neuroleptique[réf. nécessaire] ;
- les rythmies du sommeil ;
- les myoclonies d'endormissement ;
- le syndrome des jambes douloureuses avec mouvement des orteils ;
- l'insuffisance veineuse profonde ;
- survenue ou aggravation au repos : les troubles s'aggravent lorsque la personne atteinte est au repos, assise ou couchée[45],[46].

## Conséquences

### Insomnie
La première conséquence est une dégradation de la durée et de la qualité du sommeil. On constate une augmentation de la latence d'endormissement (c'est-à-dire du temps nécessaire pour s'endormir), voire de graves insomnies causées par un empêchement de s'endormir du fait que les membres obligent à bouger dès que l'assoupissement se fait sentir. Il s'ensuit une fatigue chronique et une baisse de la vigilance diurne. L'endormissement n'est possible que lorsque les symptômes ne se font plus sentir. Dans des cas sévères, il arrive que la personne atteinte soit dans l'impossibilité totale de s'endormir durant plusieurs jours, voire semaines, ce qui provoque d'autres pathologies, dont souvent une dépression difficile à soigner car les antidépresseurs chimiques aggravent généralement le SJSR (la luminothérapie semble pouvoir traiter cet aspect de la maladie en améliorant le temps et la qualité du sommeil, sans toutefois significativement améliorer la sévérité du SJSR).
Le stress engendré peut provoquer une forte augmentation subite de la fréquence et de la tension cardiaques.
Le syndrome semble corrélé avec la survenue d'une hypertension artérielle, d'un diabète, d'une obésité.
Chez l'enfant et l'adolescent, le syndrome des jambes sans repos peut induire un déficit d'attention et mnésique, une agitation et des endormissements subits (en métro, en voiture, en lisant…).

## Traitements
La prise en charge du syndrome a fait l'objet de la publication de plusieurs recommandations par des sociétés savantes. Celles de l'European Federation of Neurological Sciences (EFNS) datent de 2006, celles du Movement Disorder Society (MDS) de 2008 et celles de l'European Restless Legs Syndrome Study Group (EURLSSG) de 2016.

### Mesures hygiéno-diététiques
Il est conseillé d'éviter l'abus d'excitants (café, soda caféiné, thé, tabac), ainsi que d'avoir une hygiène de vie correcte. Une supplémentation en fer peut être justifiée en cas de carence, devant l'hypothèse causale d'un déficit. Le traitement médicamenteux ne doit être proposé que dans les formes qualifiées de répétées et gênantes, en tenant compte des effets secondaires des médicaments. Seul un cinquième des cas requièrent en fait un traitement médicamenteux. Un placebo permet d'améliorer jusqu'à 40 % des cas. La gabapentine est recommandée en première intention. La prégabaline pourrait également avoir un intérêt.
L’importance d’une activité physique régulière est reconnue aujourd’hui comme une thérapeutique non médicamenteuse efficace pour l’atténuation des symptômes du syndrome des jambes sans repos, puisque plusieurs études démontrent qu’un programme d’exercices physiques (marche, natation, vélo stationnaire, yoga, etc.) permet de diminuer l’intensité des symptômes, d’améliorer la qualité du sommeil et de diminuer la fatigue liée à ce syndrome ainsi que la dépression,,. En revanche, il est préconisé d’éviter les exercices intenses en soirée, qui peuvent perturber le sommeil.

### Supplémentation en fer
Dans cet article, plusieurs études cliniques et méta-analyses ont étudié l’efficacité de la supplémentation en fer (intraveineuse ou par voie orale) dans le traitement du syndrome des jambes sans repos, notamment chez les patients carencés. Le fer améliore de manière significative les symptômes (score IRLSSG notamment) par rapport au placebo, mais davantage chez les patients ayant une ferritine basse. Les effets indésirables sont généralement non graves. La supplémentation en fer est donc recommandée chez les patients ayant une ferritine inférieure à 75 µg/l avant d’envisager un autre traitement médicamenteux,,.

### Traitements pharmacologiques
Le traitement qui avait obtenu une AMM dans cette indication en France est le ropinirole, un agoniste des récepteurs dopaminergiques, qui a une certaine efficacité dans le syndrome. Il peut cependant, dans certains cas, exacerber les crises et provoque les effets indésirables habituels des agonistes dopaminergiques : nausées, céphalées, vertiges, somnolence, hypotension orthostatique, syncopes, troubles du rythme cardiaque, troubles psychiques divers. Les effets secondaires reconnus incluent notamment l'apparition de somnolence mais aussi la possibilité d'achat compulsif, d'addiction aux jeux, de comportement marginal à l'encontre de ses inhibitions, hypersexualité, voire comportement suicidaire. Ces troubles du comportement communs aux différents médicaments anti-parkinsoniens ont été reconnus tardivement par les laboratoires,. Devant cette situation, la Haute Autorité de santé (HAS) a estimé le 9 mars 2011 qu'elle ne pouvait donner un avis favorable au maintien de ces médicaments au remboursement en France,. Depuis 2005, il existe un médicament, le pramipexole, commercialisé en France sous le nom de Sifrol®. C'est un agoniste dopaminergique utilisé comme antiparkinsonien. Il a une certaine efficacité mais est aussi considéré comme ayant un rapport bénéfice/risque défavorable. La rotigotine permet également d'améliorer les symptômes.
Ces agonistes dopaminergiques ont une efficacité modérée. Il existe parfois une augmentation de la sévérité des symptômes à long terme lors de l'emploi prolongé, faisant que le rapport bénéfice-risque est parfois défavorable pour ce type de produit.
Dans les formes réfractaires, l'oxycodone et la méthadone peuvent avoir un certain succès.

## Complications

### Troubles du sommeil
Le SJSR provoque fréquemment des difficultés d’endormissement, des réveils nocturnes et une insomnie chronique, ce qui entraîne une somnolence diurne, une diminution de la concentration et des performances cognitives, ainsi qu’une altération majeure de la qualité de vie.

### Maladies cardiovasculaires
Il apparaît qu’une association peut être faite entre le syndrome des jambes sans repos (SJSR) et le risque accru de maladies cardiovasculaires, en particulier pour les patients aux symptômes persistants ou sévères. Une hyperactivité sympathique nocturne, des troubles du sommeil, ainsi qu’une inflammation chronique de bas grade pourraient être impliqués dans cette association. Le SJSR a notamment été associé à un risque accru d’hypertension, de maladie coronarienne ou d’accidents vasculaires cérébraux,,. Certaines données laissent supposer que le traitement du SJSR pourrait réduire ce risque.
Il est tout de même important de nuancer. Cette association n'est pas retrouvée dans toutes les publications et il est suggéré une présence de nombreux facteurs confondants,. De plus amples études sont nécessaires afin de pouvoir affirmer ou infirmer la présence de cette association.

### Conséquences psychiatriques
Les patients souffrant de ce trouble s’exposent à un risque considérable de troubles de l’humeur aggravés tels que l’anxiété et la dépression. Certaines études cliniques suggèrent également un surrisque d’idées suicidaires, particulièrement marqué chez les patients ayant un SJSR sévère ou mal contrôlé.

### Syndrome d'augmentation
Dans le cas des patients traités par agonistes dopaminergiques, la principale complication demeure le syndrome d’augmentation. Il est caractérisé par une aggravation paradoxale des symptômes au traitement, la survenue de signes dans d’autres topographies (atteinte des bras, des cuisses, de l’abdomen), et une arrivée plus précoce des symptômes au cours de la journée. Cette complication requiert une adaptation thérapeutique.

## Avancée de la recherche
Une étude a montré que l'utilisation de suppléments de magnésium et de vitamine B6 peut atténuer la gravité des symptômes de la maladie des jambes sans repos et améliorer la qualité du sommeil des personnes atteintes.